# مرادآباد (رومشکان)
مرادآباد (رومشکان)، روستایی از توابع بخش مرکزی شهرستان رومشکان در استان لرستان ایران است.
توضیحات جانبی

این روستا در سال یک هزار و سیصد و ده نام گذاری شد، نام روستا برگرفته از نام یکی از بزرگان روستا ، مراد امرائی بوده ، ایشان مردی فاقد سواد خواندن و نوشتن بوده اما بخاطر هوش و ذکاوت بالای که داشته اند تاریخ لرستان، بخش های از  شاهنامه فردوسی،  سوره‌هایی از قرآن کریم را که از زبان ملاها و باسوادان هم عصر خویش فرا گرفتند. از ویژگی های رفتاری و اخلاقی ایشان فضیلت های بسیاری وجود داشته بگونه که مورد تصدیق همگان قرارداشته است، فردی با ایمان و معتقد، خوشرو ، مهمان نواز که پایبندی به اصول اسلام و تشیع از بارزترین خصوصیات وی بود.
کمک به فقرا و نیازمندان ، خانواده های بی سرپرست و بی بضاعت از شاخصه های اصلی رفتار ایشان بود.
ایشان در مسائل و اختلاف طوایف سوری و امرایی و طوایف زیادی از طرهان کوهدشت و بخش های از ایلام و بالاگریوه پادرمیانی کرده و به صلح و دوستی منتهی کرده اند. 
در ایام جوانی در جنگ جهانی  همراه برادر بزرگ خویش ، حاج محمد حسن جزو نیروهای نظر علی خان امیر اشرف بوده و با نیرو های روس  مبارزه کرده اند.
قبل از انقلاب منزل ایشان به عنوان پایگاهی برای فعالیت های مذهبی و نیز مبارزین سیاسی لرستان بوده است. ایشان بعد از عمری زندگی با عزت پرافتخار در روز یازدهم فروردین ماه سال 1361دار فانی را وداع گفت و در گذشت.

## جمعیت
این روستا در دهستان رومشکان غربی قرار دارد و براساس سرشماری مرکز آمار ایران در سال ۱۳۸۵، جمعیت آن ۶۱۰ نفر (۱۲۴خانوار) بوده‌است.